# Eïa
Pour les articles homonymes, voir EIA.
L'Eïa (en russe : Ея) est un fleuve qui arrose le krai de Krasnodar, dans le sud de la Russie et qui se jette dans le golfe de Taganrog, en mer d'Azov, par l'intermédiaire du Liman de l'Eïa.

## Géographie
L'Eïa prend sa source à l'est de la ville de Tikhoretsk. Il a une longueur de 311 km et son bassin fluvial une superficie de 8 650 km2. Son estuaire forme un vaste liman de plus de vingt kilomètres de long et dix kilomètres  de large.

## Infrastructures
Le port d'Ieïsk dans son estuaire.